# Бресница (Врање)
Бресница је насељено место града Врања у Пчињском округу. Према попису из 2022. било је 342 становника (према попису из 1991. било је 373 становника).

## Демографија
У насељу Бресница живи 318 пунолетних становника, а просечна старост становништва износи 38,4 година (36,4 код мушкараца и 40,4 код жена). У насељу има 119 домаћинстава, а просечан број чланова по домаћинству је 3,45.
Ово насеље је у потпуности насељено Србима (према попису из 2002. године), а у последња три пописа, примећен је пораст у броју становника.
|  |

| Демографија | Демографија | Демографија |
| Година      | Становника  | Становника  |
| ----------- | ----------- | ----------- |
| 1948.       | 236         |             |
| 1953.       | 241         |             |
| 1961.       | 249         |             |
| 1971.       | 257         |             |
| 1981.       | 308         |             |
| 1991.       | 373         | 372         |
| 2002.       | 410         | 424         |

| Етнички састав према попису из 2002.‍ | Етнички састав према попису из 2002.‍ | Етнички састав према попису из 2002.‍ | Етнички састав према попису из 2002.‍ | Етнички састав према попису из 2002.‍ |
| ------------------------------------ | ------------------------------------ | ------------------------------------ | ------------------------------------ | ------------------------------------ |
|                                      |                                      |                                      |                                      |                                      |
| Срби                                 | Срби                                 |                                      | 410                                  | 100,0%                               |
| непознато                            | непознато                            |                                      | 0                                    | 0,0%                                 |

| Година пописа     | 1948. | 1953. | 1961. | 1971. | 1981. | 1991. | 2002. |
| ----------------- | ----- | ----- | ----- | ----- | ----- | ----- | ----- |
| Број домаћинстава | 47    | 46    | 52    | 66    | 77    | 109   | 119   |

| Број чланова      | 1  | 2  | 3  | 4  | 5 | 6 | 7 | 8 | 9 | 10 и више | Просек |
| ----------------- | -- | -- | -- | -- | - | - | - | - | - | --------- | ------ |
| Број домаћинстава | 15 | 22 | 24 | 35 | 9 | 7 | 6 | 0 | 0 | 1         | 3,45   |

| Пол    | Укупно | Неожењен/Неудата | Ожењен/Удата | Удовац/Удовица | Разведен/Разведена | Непознато |
| ------ | ------ | ---------------- | ------------ | -------------- | ------------------ | --------- |
| Мушки  | 168    | 43               | 117          | 6              | 2                  | 0         |
| Женски | 166    | 25               | 118          | 21             | 2                  | 0         |
| УКУПНО | 334    | 68               | 235          | 27             | 4                  | 0         |

| Пол    | Укупно                    | Пољопривреда, лов и шумарство | Рибарство                            | Вађење руде и камена | Прерађивачка индустрија       |
| ------ | ------------------------- | ----------------------------- | ------------------------------------ | -------------------- | ----------------------------- |
| Мушки  | 99                        | 25                            | 0                                    | 1                    | 32                            |
| Женски | 77                        | 19                            | 0                                    | 0                    | 30                            |
| УКУПНО | 176                       | 44                            | 0                                    | 1                    | 62                            |
| Пол    | Производња и снабдевање   | Грађевинарство                | Трговина                             | Хотели и ресторани   | Саобраћај, складиштење и везе |
| Мушки  | 1                         | 6                             | 7                                    | 2                    | 5                             |
| Женски | 0                         | 0                             | 6                                    | 1                    | 1                             |
| УКУПНО | 1                         | 6                             | 13                                   | 3                    | 6                             |
| Пол    | Финансијско посредовање   | Некретнине                    | Државна управа и одбрана             | Образовање           | Здравствени и социјални рад   |
| Мушки  | 0                         | 2                             | 4                                    | 2                    | 2                             |
| Женски | 0                         | 0                             | 2                                    | 5                    | 8                             |
| УКУПНО | 0                         | 2                             | 6                                    | 7                    | 10                            |
| Пол    | Остале услужне активности | Приватна домаћинства          | Екстериторијалне организације и тела | Непознато            | Непознато                     |
| Мушки  | 1                         | 0                             | 0                                    | 9                    | 9                             |
| Женски | 0                         | 0                             | 0                                    | 5                    | 5                             |
| УКУПНО | 1                         | 0                             | 0                                    | 14                   | 14                            |